# Ellange
Ellange är en ort i Luxemburg.   Den ligger i distriktet Grevenmacher, i den södra delen av landet, 16 kilometer sydost om huvudstaden Luxemburg. Ellange ligger 223 meter över havet och antalet invånare är 299.
Terrängen runt Ellange är platt åt nordväst, men åt sydost är den kuperad.  Runt Ellange är det ganska tätbefolkat, med 214 invånare per kvadratkilometer.. Närmaste större samhälle är Luxemburg, 15,8 kilometer nordväst om Ellange. 
Trakten runt Ellange består till största delen av jordbruksmark.